# Plethodontidae
Plethodontidae, là một họ kỳ giông thở bằng da thay vì phổi. Nó được tìm thấy ở từ vùng British Columbia chạy dài tới Brasil. Một vài loài sống ở Sardinia, phía nam dãy núi Alps thuộc châu Âu và Hàn Quốc. Về số lượng loài thì nhóm này là nhóm kỳ giông đông đảo nhất.

## Hình ảnh

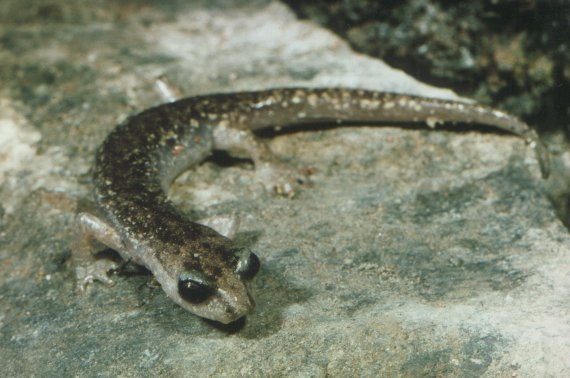
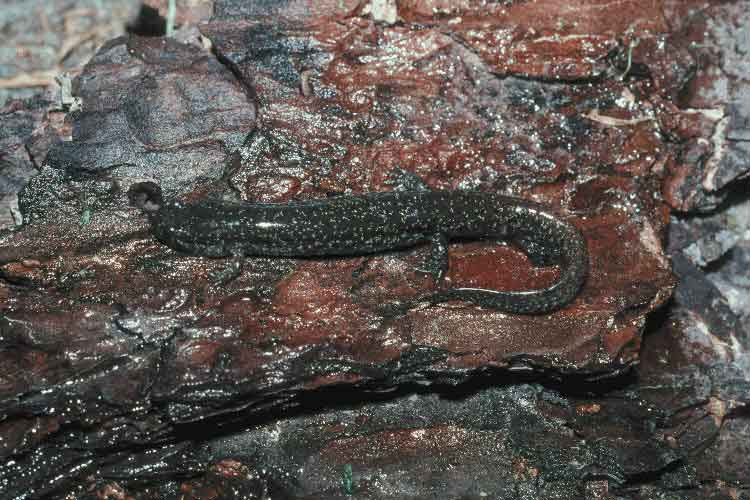
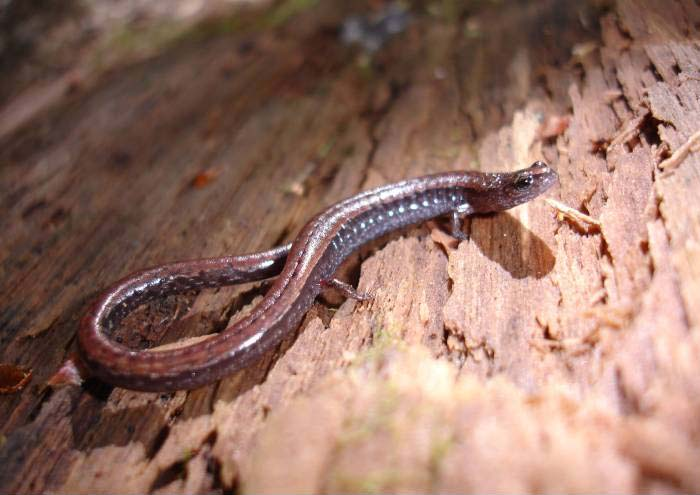